# Rydöbruk
Rydöbruk is een plaats in de gemeente Hylte in de provincie Hallands län en zowel het landschap Halland als in het landschap Småland in Zweden. De plaats heeft 385 inwoners (2005) en een oppervlakte van 114 hectare.
Hyltebruk · Torup · Unnaryd · Rydöbruk · Landeryd · Kinnared · Brännögård · Drängsered · Fröslida